# Coreura simsoni
Coreura simsoni är en fjärilsart som beskrevs av Druce 1885. Coreura simsoni ingår i släktet Coreura och familjen björnspinnare. Inga underarter finns listade i Catalogue of Life.